# Kelly Murphy (Volleyballspielerin)
Kelly Murphy (* 20. Oktober 1989 in Joliet, Illinois) ist eine US-amerikanische Volleyballspielerin. Sie wurde 2014 Weltmeisterin und gewann 2016 die olympische Bronzemedaille.

## Karriere
Murphy begann ihre Karriere an der heimatlichen Joliet Catholic High School. Während ihres Studiums spielte sie von 2008 bis 2011 im Team der Florida Gators an der University of Florida. Von 2013 bis 2018 war die Angreiferin Teil der US-amerikanischen Nationalmannschaft, mit der sie 2013 den Panamerican Cup und die NORCECA-Meisterschaft, 2014 in Italien die Weltmeisterschaft, 2015 den World Grand Prix, 2016 bei den Olympischen Spielen in Rio de Janeiro die Bronzemedaille sowie 2018 die Nations League gewann.
Seit 2012 ist Murphy auch bei verschiedenen ausländischen Vereinen aktiv. Sie spielte in Puerto Rico bei den Mets de Guaynabo und bei Vaqueras de Bayamón, in Italien bei Imoco Volley Conegliano, in Japan bei den Ageo Medics sowie in China bei Henan Huawei und seit 2018 bei Shanghai Dunlop.
Murphy wurde mehrfach als „Beste Angreiferin“ bzw. „Beste Aufschlägerin“ ausgezeichnet.